# José Benedito Cardoso
José Benedito Cardoso (ur. 22 września 1961 w Angatuba) – brazylijski duchowny katolicki, biskup Catanduvy od 2024.

## Życiorys
Święcenia kapłańskie przyjął 23 listopada 1986 i został inkardynowany do diecezji Sorocaba. Po krótkim stażu proboszczowskim w Alambari został mianowany proboszczem parafii św. Rocha w Itapetinindze. W 1998 uzyskał inkardynację do nowo powstałej diecezji Itapetininga. Pełnił w niej funkcje m.in. kanclerza kurii, rektora seminarium oraz wikariusza generalnego.
23 stycznia 2019 papież Franciszek mianował go biskupem pomocniczym archidiecezji São Paulo oraz biskupem tytularnym Castellum Minus. Sakry udzielił mu 15 marca 2019 kardynał Odilo Scherer.
4 stycznia 2024 papież mianował go biskupem diecezji Catanduva. 